# Tufão Omar
O tufão Omar de 1992, conhecido nas Filipinas como Tufão Lusing,  foi o tufão mais forte e caro a atingir Guam desde o tufão Pamela em 1976. O ciclone formou-se em 23 de agosto no cavado das monções no oeste do Oceano Pacífico. Movendo-se para o oeste, Omar lentamente se intensificou em uma tempestade tropical, embora outro ciclone tropical próximo inicialmente impedisse um fortalecimento maior. Depois que as duas tempestades se tornaram mais distantes, Omar rapidamente se tornou um poderoso tufão. Em 28 de agosto, atingiu a costa de Guam com ventos de 195 km/h (120 mph). O tufão atingiu o seu pico de intensidade no dia seguinte, com ventos de 1 minuto estimados em 240 km/h (150 mph), tornando-se um "supertufão" de acordo com o Joint Typhoon Warning Center (JTWC).  Omar enfraqueceu significativamente antes de atingir o leste de Taiwan em 4 de setembro, prosseguindo para o leste da China no dia seguinte e se dissipando em 9 de setembro.
Em Guam, Omar causou uma morte e US $ 457 milhões (1992 USD) em danos. Rajadas fortes de até 248 km / h (154 mph) deixaram quase toda a ilha sem energia por vários dias. As interrupções interromperam o sistema de água e impediram que o JTWC, com base na ilha, emitisse avisos por 11 dias. Omar danificou ou destruiu 2.158 casas, deixando 3.000 desabrigados. Em resposta à destruição, os códigos de construção da ilha foram atualizados para suportar ventos de 250 km / h (155 mph), e as companhias de seguros descontinuaram novas políticas para estruturas não feitas de concreto. Ao passar bem ao norte das Filipinas, o tufão matou 11 pessoas e causou danos no valor de $ 903 milhões ($ 35,4 milhões) em 538 casas. Omar então escovou as ilhas do sul do Japão com fortes rajadas e chuvas leves, causando ¥ 476 milhões de JPY (US $ 3,8 milhões) em perdas de safra. Em Taiwan, inundações esparsas causaram três mortes e US $ 65 milhões em danos, principalmente para a agricultura.

## História meteorológica
O tufão Omar originou-se de um distúrbio tropical observado pela primeira vez em 20 de agosto sobre o Oceano Pacífico aberto, que exibia convecção persistente ou tempestades. Durante esta fase inicial, dois ciclones tropicais dissiparam-se e outro tornou - se extratropical na bacia do Pacífico ocidental ; isso fez com que o vale de monções, que gerou a maioria das tempestades na bacia, se realinhasse de uma maneira mais climatologicamente apropriada.  De acordo com a Agência Meteorológica do Japão (JMA), Omar desenvolveu-se em uma depressão tropical em 1800 UTC em 23 de agosto.  O Joint Typhoon Warning Center (JTWC) avaliou um ritmo mais lento de fortalecimento, emitindo um alerta de formação de ciclone tropical em 21:00 UTC antes de iniciar alertas sobre depressão tropical 15W em 24 de agosto.
Como a depressão geralmente viajou para o oeste, o JTWC a atualizou para a tempestade tropical Omar em 25 de agosto, e a JMA fez o mesmo no dia seguinte.  Omar começou a desacelerar enquanto seguia para o oeste. O fluxo da tempestade tropical Polly para o oeste produziu uma corrente de forte cisalhamento do vento sobre Omar, diminuindo a intensificação. O JTWC observou que o cisalhamento poderia desacoplar a circulação do vento de Omar da sua convecção, possivelmente enfraquecendo a tempestade. No entanto, conforme Omar e Polly se distanciavam, uma crista de alta pressão se desenvolveu entre as tempestades. Isso fez com que Omar se desviasse para o norte e depois para oeste-noroeste para uma região com redução do cisalhamento, o que permitiu que ele retomasse o fortalecimento. No início de 27 de agosto, o JTWC atualizou o sistema para um tufão, e um olho começou a aparecer por volta das 23:00 UTC naquele dia.  Omar entrou em fase de rápida intensificação em 28 de agosto,  ponto em que a JMA também o classificou como um tufão.  O tufão atingiu Guam logo depois, com ventos sustentados de 1 minuto de cerca de 195 km/h (120 mph).  O olho, 37 km (23 mi) de diâmetro,  cruzou lentamente a porção norte da pequena ilha durante um período de 2,5 horas.
Às 18:00 UTC de 29 de agosto, Omar atingiu seu pico de intensidade com ventos sustentados de 10 minutos de 185 km/h (115 mph) e uma pressão barométrica mínima de 920 mbar (hPa; 27,17 inHg), conforme estimado pelo JMA; esta intensidade foi mantida por 24 horas antes do início de uma tendência de enfraquecimento constante. O JTWC estimou ventos mais altos de 1 minuto em torno de 240 km/h (150 mph), tornando Omar um supertufão. Dois dias depois, o tufão chegou perto o suficiente das Filipinas para justificar o monitoramento do PAGASA, que chamou a tempestade de Lusing. Por volta de 1500 UTC em 3 de setembro, o JMA rebaixou Omar a uma tempestade tropical, embora o JTWC tenha mantido sua intensidade de tufão até o dia seguinte. Dirigindo-se geralmente para o oeste, a tempestade atingiu a costa leste de Taiwan perto da cidade de Hualpén em 4 de setembro. Depois de atravessar a ilha em sete horas, Omar saiu da costa do condado de Yunlin e emergiu no estreito de Taiwan. A tempestade cruzou o corpo de água e atingiu a costa no leste da China perto de Xiamen, Fuquiém, em 5 de setembro. No interior, Omar rapidamente degenerou em uma depressão tropical antes de virar para oeste-sudoeste. Ele avançou pelo sul da China enquanto se enfraquecia fortemente, e se dissipou completamente no norte do Vietnã em 9 de setembro.

## Preparações e impacto

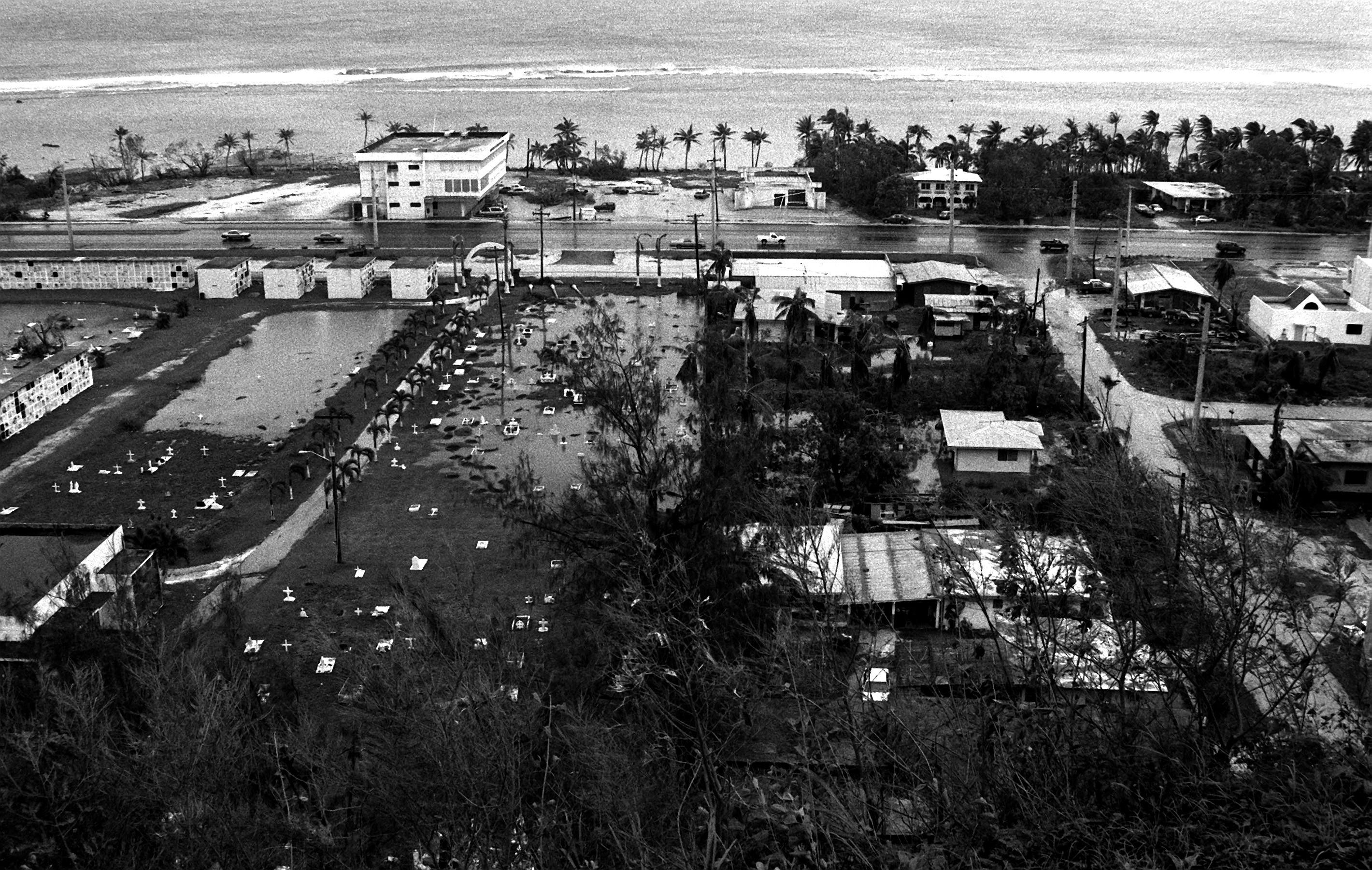
Danos causados por Omar em Anigua, Guam

Antes da tempestade em 25 de agosto, o Departamento de Defesa dos Estados Unidos definiu a Condição de Preparação (COR) no estágio 3 em Guam, indicando que ventos destrutivos eram possíveis dentro de 48 horas. Um dia depois, o COR foi elevado ao estágio 2; todos, exceto dois navios da Marinha dos Estados Unidos, foram evacuados do porto para evitar danos,  e o restante enfrentou a tempestade a sudoeste de Guam.  Em 28 de agosto, foi declarado COR 1, o nível mais alto.  Em resposta, todas as aeronaves e helicópteros de asa fixa da ilha foram transferidos para hangares ou transportados para o Japão ou as Filipinas.  Todas as escolas foram fechadas durante a passagem de Omar sobre Guam.  As operações de vôo foram suspensas por pelo menos dois dias,  mantendo 5.000 passageiros na ilha. Cerca de 3.100 as pessoas enfrentaram a tempestade em abrigos de emergência.
Omar foi o tufão mais forte e mais prejudicial a atingir Guam desde o tufão Pamela em 1976.   O tufão foi sentido em todas as partes de Guam;  ventos com força de tempestade tropical afetaram a ilha por 16 horas,  e rajadas de vento foram estimadas em 248 km/h (154 mph) em áreas abaixo da parede do olho oeste.  No entanto, os ventos fortes fizeram com que o anemômetro em Hagåtña falhasse durante a passagem do olho, e o radar da Base Aérea de Andersen foi perdido,  impedindo avaliações precisas da velocidade do vento.  A pressão barométrica mais baixa foi 940 mbar (28 inHg) no Porto de Apra. O movimento lento de Omar resultou em chuvas intensas e prolongadas, com pico de 20.44 in (519 mm) no Guam National Weather Service Office em Tiyan e alcançando 417 mm (16,41 em) na Andersen AFB.
Os danos em Guam foram mais graves da região central à costa norte, em particular às áreas turísticas e bases militares.  A Estação Mestre da Área de Computação Naval e Telecomunicações foi desligada devido a cortes de energia e danos causados pela água aos geradores.  Dois navios da Marinha dos EUA, o USS Niagara Falls (AFS-3) e o USS White Plains (AFS-4) - ambos os navios de abastecimento naval - encalharam devido ao mar agitado e ventos fortes,  e ao dique seco no Porto de Apra foi levado para a praia.  Omar destruiu dezenas de empresas na ilha.  Ventos fortes derrubaram um guindaste em um prédio de apartamentos  e derrubou 400 postes de madeira e 20 postes de energia de concreto em Tumon,  deixando 70% da ilha sem energia.  Em todo Guam, Omar interrompeu os sistemas de transporte e comunicação e levou à falha dos sistemas de bombeamento de água. Deslizamentos de terra cobriram estradas e áreas baixas foram inundadas.  Cerca de 2.000 casas foram destruídas e outras 2.200 foram danificadas em vários graus,  deslocando quase 3.000 pessoas.  A destruição foi mais pesada para estruturas de madeira; edifícios de concreto se saíram relativamente bem durante a tempestade.  Em toda a ilha, os danos totalizaram US $ 457 milhões,  divididos quase igualmente entre as bases militares e danos civis.  Uma pessoa morreu em Guam,  e mais de 200 pessoas necessitaram de tratamento de emergência  — incluindo cerca de 80 ferido por destroços voando.

### Em outros lugares
Enquanto estava no oceano Pacífico, Omar passou bem a nordeste das Filipinas poucos dias depois que a tempestade tropical Polly causou enchentes e mortes no país. O principal especialista em clima do país observou que Omar era "mais poderoso do que Polly e [capaz de] induzir chuvas de monções em uma vasta área". Omar acabou afetando o norte de Luzon, principalmente a Região Administrativa da Cordilheira, a Região de Ilocos e o Vale Cagayan. Em todo o país, a tempestade matou 11 pessoas. O tufão destruiu 393 casas e danificou outras 145, deixando 1.965 pessoas desabrigadas. Os danos foram estimados em $ 903 milhões ($ 35,4 milhões), grande parte deles para a agricultura.
Depois de seu desembarque destrutivo em Guam, Omar atingiu o distrito de Wuqi em Taiwan com ventos máximos de 78 km/h (49 mph).  Os piores efeitos no país foram de chuvas generalizadas; as taxas de precipitação mais fortes permaneceram concentradas nas regiões do sul, com pico de 375.4 mm (14.78 in) em Kaohsiung.  A tempestade inundou cinco condados e deixou 766.000 pessoas sem energia. Ondas altas atingiram a costa de quatro navios em Kaohsiung,  e terras agrícolas e de pesca lá, bem como em Yunlin, cidade de Chiayi e condado de Pingtung, sofreram graves danos.  Em todo Taiwan, Omar resultou em três mortes (duas das quais afogamentos), doze feridos e mais de $ 65 milhões (USD) em danos.
As franjas do tufão lançaram chuvas leves nas regiões externas do Japão, com pico de 28 mm (1,1 pol.) Em Iriomote-jima. A maior rajada de vento foi de 72 km / h (45 mph) em Yonaguni. Omar danificou a cana-de-açúcar e o quiabo nas ilhas do sul do Japão, causando perdas de safra de ¥ 476 milhões de ienes (US $ 3,8 milhões). Além disso, o tráfego foi interrompido e 38 voos foram cancelados. Mais tarde, Omar espalhou chuvas ao longo de seu caminho através do sul da China, inundando partes do noroeste de Hong Kong em 7 de setembro.

## Rescaldo

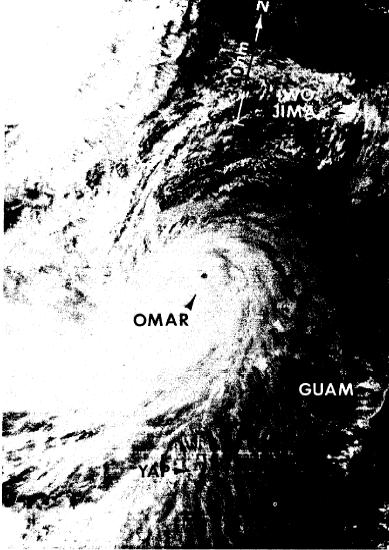
Imagem de satélite de Omar em agosto 31 entre Guam e Taiwan

Imediatamente após o desembarque de Omar em Guam, o ex-governador Joseph Franklin Ada declarou estado de emergência,  e o ex-presidente dos Estados Unidos, George H. W. Bush, declarou a ilha uma área de desastre federal.  No rastro da tempestade, várias pessoas foram presas por saque.  A FEMA abriu centros de assistência a desastres onde os residentes puderam solicitar ajuda federal; acabou fornecendo cerca de US $ 18,4 milhões em assistência, incluindo alojamento para desastres, benefícios de desemprego relacionados a tempestades e programas de subsídios para famílias ou empresas,  ajudando mais de 11.000 pessoas.  O governo federal pagou por 100% da remoção de entulhos, trabalho de emergência e reconstrução de prédios públicos sem seguro, embora normalmente forneça apenas 75% do custo para desastres típicos. Isso se deveu à sequência de três ciclones tropicais significativos que afetaram os Estados Unidos em três semanas; além de Omar, o furacão Andrew atingiu a Flórida em agosto e o furacão Iniki atingiu o Havaí em setembro. O Departamento de Defesa auxiliou as áreas afetadas com 27 membros da Guarda Nacional de Guam e 700 membros do exército. Os militares forneceram habitação temporária, geradores e materiais de construção, a um custo de $ 5,75 milhões, embora a maior parte das necessidades em caso de desastre tenha sido tratada pelo governo.  A Cruz Vermelha local forneceu $ 6 milhões em assistência após a tempestade.  Devido aos danos combinados de Andrew, Iniki e Omar, o Congresso dos Estados Unidos aprovou a Dire Emergency Supplemental Appropriations Act de 1992, que forneceu financiamento adicional para as agências que responderam aos desastres durante o ano fiscal encerrado em 30 de setembro.
Por 11 dias, o JTWC em Guam foi incapaz de continuar as operações, contando com uma agência reserva. Os danos ao radar do aeroporto fizeram com que o NEXRAD — uma rede de radares meteorológicos de alta resolução — fosse instalado antes do programado, em fevereiro de 1993,  e limitou os voos de entrada e saída para o dia.  Em 30 de agosto, um navio da marinha atracado no porto de Apra para fornecer um radar móvel temporário. Em 15 de setembro, ambos os navios que haviam sido arrastados para a costa foram reflutuados.  Após a destruição, as seguradoras decidiram parar de emitir novas apólices para estruturas não feitas de concreto.  Em janeiro de 1996, o ex-governador Carl Gutierrez emitiu uma ordem executiva, determinando que as casas ou venezianas da ilha resistissem a ventos de pelo menos 250 km/h (155 mph).
Os cidadãos deixados desabrigados por Omar residiam em uma cidade de barracas apelidada de Camp Omar, composta por 200 tendas com capacidade para mais de 1.000 pessoas.   Voluntários e esforços militares limparam a maioria dos destroços na ilha em poucas semanas.  Muitas estradas importantes foram reabertas três dias após a tempestade.  A energia levou quatro semanas para ser restaurada em toda a ilha, interrompendo escolas e empresas,  embora o acesso à água devesse ser restaurado alguns dias após a tempestade.  Escolas reabertas em 14 de setembro,  e a maioria das empresas retomou seus trabalhos no final do mês.  Os militares dos Estados Unidos cessaram as operações de socorro em 19 de setembro,  embora a recuperação completa tenha sido interrompida pela passagem de vários tufões subsequentes. Essas tempestades causaram menos danos do que o normal depois que Omar destruiu as estruturas mais vulneráveis. Como resultado, tornou-se difícil discernir os danos entre Omar e o Tufão Gay em dezembro de 1992.  Um estudo de 1993 na revista médica Anxiety descobriu que 7,2% de 320 participantes afetados por Omar desenvolveram reação aguda ao estresse, e outros 15% desenvolveram resposta precoce ao estresse traumático, especialmente aqueles afetados pelos últimos tufões. Cerca de 5,9% dos participantes apresentaram sintomas de transtorno de estresse pós-traumático, semelhantes aos níveis mostrados após o furacão Hugo em 1989.

Devido à destruição em Guam, o nome Omar foi aposentado e foi substituído por Oscar em 1993.